# National War Dog Cemetery
Le National War Dog Cemetry est un mémorial pour les chiens de guerre, situé sur la base navale de Guam. Le cimetière rend hommage aux chiens —- principalement des Doberman Pinscher — qui ont été tués en service dans le corps des Marines des États-Unis pendant la deuxième bataille de Guam en 1944.